# Platyptilia odiosa
Platyptilia odiosa là một loài bướm đêm thuộc họ Pterophoridae. Nó được tìm thấy ở Nam Phi.